# Rigsdaler de las Indias Occidentales Danesas
El rigsdaler de las Indias Occidentales Danesas o simplemente Rigsdaler colonial fue la unidad monetaria intermitente de las islas Vírgenes danesas y la Costa de Oro africana desde 1677 hasta 1699 y de 1740 a 1849. Este rigsdaler colonial equivalía a 4/5 del rigsdaler danés (dólar-rico en español, o richdollar en inglés) y se subdividía en 96 Skillings (chelines daneses en español, o Shillings en inglés), y fue sustituido por el Daler de las Indias Occidentales Danesas.

## Historia
Fueron producidas unas monedas de emergencia desde 1677 para uso en la única isla que estaba colonizada desde 1672 por la Compañía Danesa de las Indias Occidentales y Guinea, que era la de Santo Tomás y por ende, también circuló en la Costa de Oro danesa, en donde se habían establecido desde 1658, y muy probablemente hayan sido acuñadas en Fort Christiansborg, establecimiento que había sido ocupado de la Costa de Oro sueca y la que definitivamente fue conquistada por los daneses en 1663, al usurparle también Fort Karlsborg pero en 1664 este establecimiento sería ocupado por los ingleses. 
Volvieron a emitirse dichas monedas de emergencia con los mismos valores en 1678 y también circularon cuando se expandieron a la vecina isla de San Juan de 1683 a 1684, año de ocupación por el gobernador de la colonia inglesa de las Islas de Sotavento que la dejó deshabitada al año siguiente. Volvieron a colonizarla los daneses en 1717 pero ya circulaban algunas de dichas monedas de emergencia a la par de los rigsdalers daneses, y ambas comenzaron a ser usadas también en la sureña isla de Santa Cruz desde 1733, cuando fue comprada a los franceses que a su vez la habían adquirido en 1674 de la Compañía Francesa de las Indias Occidentales surgida en 1664, y el 1 de septiembre de 1734 los daneses fundaron la ciudad isleña de Christiansted.
A partir de 1740 hasta 1849 se acuñaron diversas monedas regulares de distintos valores y tamaños para la Costa de Oro —que la dicha compañía se la vendió en 1750 al reino de Dinamarca y Noruega, llamado así hasta 1814 ya que el segundo pasó a formar la unión entre Suecia y Noruega— y para las islas Vírgenes (Jomfruøerne, en danés), que también fueron vendidas en 1754. La primera colonia fue cedida el 30 de marzo de 1850 a los británicos que poseían la suya propia llamada Costa de Oro británica desde 1821, al adquirir el territorio de la Compañía Africana de Comerciantes que operaba desde 1752 —y a su vez, había remplazado a la Compañía Real Africana fundada en 1660— y que había acuñado monedas de ackey de plata que estaba dividido en 8 tackoe del mismo metal para dichos establecimientos británicos desde 1796.

## Monedas
En 1677 se acuñaron por una sola cara unas monedas de emergencia romboidales de 1, 4 y 8 skillings de cobre (chelines daneses) del rigsdaler colonial,  con la letra C coronada que incluye un número 5 (iniciales del rey Cristián V de Dinamarca), y a cada lado el valor con número y las siglas SD (skilling dansk, o chelín danés en español), y todo dentro de un círculo.
En 1708 se acuñaron solo para el comercio unos ducados de oro .986 o bien de 23,5 quilates, pero las que circulaban eran del rigsdaler danés, y en 1740 se acuñaron monedas regulares de rigsdalers coloniales de cobre de 1 y 2 skillings y la nueva moneda de plata de 12 skillings, producidas en cecas de Altona, Copenhague y Kongsberg. En 1749 volvieron a acuñarse ducados de oro para el comercio.
Desde 1763 se acuñaron nuevas monedas de 24 skilling de plata y en 1767 hasta 1800 fueron acuñadas nuevas monedas de 6 skillings de plata. En 1816 fueron agregadas nuevas monedas de 10 y 20 skilling de plata, y siguieron siendo producidas hasta 1848. Todas las monedas llevaban la expresión abreviada en danés: DANSK AMERIK: MYNT (moneda danesa americana) para distinguirlas de las monedas de la metrópoli. En la lista subsiguiente se establecen las monedas desde que surgió el rigsdaler colonial:
- 1 skilling de cobre romboidal de emergencia con año 1677 y además sin fechas, acuñadas en 1677 y 1678.[1] También otra de cobre circular con año 1740.[7]

- 2 skillings de cobre con año 1740.[7] Otra de plata .250 con años 1816, 1837 y 1847-1848.[6]

- 4 skillings de cobre romboidal de emergencia sin fechas, acuñadas en 1677 y 1678.[1]

- 6 skillings de plata .500 con año 1767, y reacuñación en 1782 con misma fecha y con pequeña diferencia reconocible.[5]

- 8 skillings de cobre romboidal de emergencia sin fechas, acuñadas en 1677 y 1678.[1]

- 10 sikillings de plata .625 con años 1816, 1840, 1845 y 1847-1848.[6]

- 12 skillings de plata .500 con años 1740, 1748, 1757, 1763-1765 y 1767. Con esta última fecha se reacuñaron en 1782, 1790-1791, 1795 y 1800, dependiendo de las marcas de la ceca.[5]

- 20 skillings de plata .625 con años 1816, 1840, 1845 y 1847-1848.[6]

- 24 skillings de plata .500 con años 1763-1767. Con esta última fecha con marca de ceca en Altona se reacuñaron en 1800.[5]

## Billetes
En 1784 y 1785 algunos billetes daneses de 5 rigsdaler fueron enviados para circular dentro de las Indias Occidentales Danesas, resellándolos con su valor en rigsdalers de las Indias que era de 6¼. En 1788 se empiezan a imprimir billetes de uso regular en valores de 20, 50 y 100 rigsdaler. Los billetes de 5 y 10 rigsdaler fueron puestos a circular en 1806, cuando el billete de 20 comenzó a perder continuidad.